# Ilia Dieterle
Ilia Dieterle (* 23. Mai 1937 als Ilia Hans) ist eine ehemalige deutsche Hochspringerin.
Bei den Europäischen Hallenspielen 1966 in Dortmund gewann sie Bronze mit 1,65 m.
1961 wurde sie Deutsche Meisterin, und acht Mal wurde sie Deutsche Hallenmeisterin (1957, 1958, 1961–1966).
Ilia Hans startete bis 1965 für die SpVgg Bissingen, danach für den SV Stuttgarter Kickers.

## Persönliche Bestleistungen
- Hochsprung: 1,67 m, 29. Juli 1961, Düsseldorf
  - Halle: 1,73 m, 23. März 1963, Stuttgart